# 삼알
진지를리회위크(튀르키예어: Zincirli Höyük)는 현대 튀르키예의 가지안테프주에 위치한 안티타우루스 산맥에 있는 고고학 유적지이다. 신아시리아 제국(기원전 700년경)의 지배하에 있을 때에는 삼알이라고 불렸다. 이 유적지는 최소 초기 청동기 시대까지 거슬러 올라가 설립되었으며, 기원전 3000년에서 2000년 사이에 번성했고, 상부 구릉의 가장 높은 부분에서는 중기 청동기 시대(기원전 2000-1600년경)의 성벽으로 둘러싸인 성채가 발견되었다.

## 위치
카라스강계곡의 북쪽 끝에 위치한다. 이 유적지는 계곡의 서쪽 아마누스 산맥 기슭에 자리 잡고 있으며, 약 40헥타르 면적에 달한다. 이곳은 카르케미시와 비옥한 킬리키아 평야를 연결하고 더 나아가 서쪽으로 아나톨리아로 이어지는 육로에 있었다.
도시는 직경 720미터에서 800미터에 달하는 이중의 거의 원형의 성벽으로 보호되었다. 진흙 벽돌로 만들어진 두 개의 벽은 각각 3미터가 넘는 두께였고, 벽 사이의 거리는 7미터였다. 성벽에는 약 100개의 망루와 3개의 입구가 있었다. 주거 지역은 성벽 안에 위치했다.
삼알의 성채에는 비트-힐라니 유형의 여러 궁전이 있었다. 이 궁전들은 나무 기둥으로 장식된 입구와 횡단하는 주 방을 가지고 있었다. 성채에는 또한 아시리아 시대의 궁전과 창고가 있었다.

## 역사

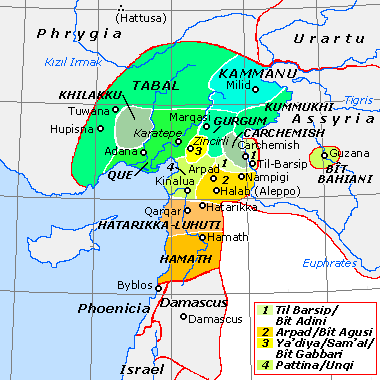
기원전 800년경 신히타이트 국가들의 역사 지도. 현대 진지를리(3)에 위치한 삼알을 보여준다.

### 초기 청동기 시대
삼알 유적지는 초기 청동기 시대 III/IV기(기원전 2700-2100년경)에 점유되었다.
이 유적지가 아나톨리아 무역망의 중심지였으며, 아나톨리아에서 근동으로 금속을 운반했을 가능성이 제기될 수 있다.

### 중기 청동기 시대

#### 중기 청동기 시대 II
최소한 기원전 1700년부터 1650년까지 삼알은 근방 고대 시리아 지역 맘마에 집중된 구형 도기에 담아 운송되는 와인 무역의 중심지였다. 틸멘회위크에서 북쪽으로 9km 떨어져 있는데, 틸멘회위크는 잘파/잘와르 왕국의 수도였을 가능성이 있으며, 이 왕국은 결국 알레포에 기반을 둔 얌카드 왕국의 20개 속국 중 하나가 되었다.
새로운 발굴을 통해 중기 청동기 시대 II(기원전 1800-1700년경)의 기념비적인 복합 단지가 발견되었고, 기원전 17세기 중후반에 파괴된 또 다른 구조물(컴플렉스 DD)이 발견되었는데, 이는 하투실리 1세 히타이트 왕에 의한 것일 수 있다. 이 사건은 최근 방사성 탄소 연대 측정 결과 기원전 1632년에서 1610년 사이로 추정되며, 중기 청동기 시대 II 후기(기원전 1700-1600년경)에 해당한다.
시카고-튀빙겐 탐사대의 발굴에 따르면, 진지를를의 힐라니 I의 비트-힐라니 궁전(초기 독일 발굴자들은 철기 시대 삼알 시대의 것으로 믿었다)은 실제로는 중기 청동기 시대 II기의 큰 넓은 방의 사원으로, 기원전 1800년부터 1650년경까지 지속되었으며, 10개의 방사성 탄소 연대 측정에 따르면 기원전 17세기 중후반에 파괴되었다. 추가 샘플들은 이후 파괴 시기가 기원전 1632-1610년경임을 보여주는 방사성 탄소 연대 측정을 제공했다. 진지를를의 고고학 유적지는 기원전 1632년에서 1610년경에 하투실리 1세의 약탈 이후 버려지지 않았다. 최근 청동기 시대 후기 동안 히타이트 점령의 증거가 있기 때문이다.
2020년, 인근 틸멘회위크 유적지는 하투실리 1세의 연대기에 나오는 고대 '잘파'와 "설득력 있게 동일시되었다". 또한 흑해 근처 하투샤 북쪽에 위치한 잘푸와에도 또 다른 고대 잘파 마을이 있다. 이 북부 잘파는 히타이트의 "카네시의 여왕" 신화에 언급되었다. 학자들은 이전에는 하투실리 1세가 파괴한 '잘파'의 위치에 대해 확신하지 못했고, 북쪽에 있다고 생각했다.

### 후기 청동기 시대
이 유적지는 히타이트와 미탄니 시대에 버려진 것으로 여겨졌으나, 2021년 발굴 시즌에서 히타이트 시대(기원전 1600-1180년경) 후기 청동기 시대 점령의 증거가 나타났다.

### 철기 시대
철기 시대 II기의 진지를리 도시는 킬라무와 비문에 따르면 기원전 900년경에 건설되었다. 갑바르의 이름은 그가 주로 루위아인 지역에서 권력을 장악한 아람족 추장이었음을 시사한다.
이 지역은 철기 시대(철기 시대 IIA기)에 번성했으며, 처음에는 루위아어를 사용하는 신히타이트의 지배를 받았고, 도시는 곧 왕국이 되었다. 기원전 9세기와 8세기에는 신아시리아 제국의 지배를 받게 되었고, 기원전 7세기에는 직접 통치하는 아시리아 지방이 되었다.

#### 아람 왕국
아람 왕국은 기원전 900년대 초부터 기원전 713년까지 이곳에서 번성했으며, 수도는 진지를리였다. 토착어인 삼알어 이름은 야디야(Yādiya) 또는 야디야(Ya'diya)였다. 아시리아인들은 이곳을 삼알이라고 불렀고, 아람어로는 야우디(Ya'udi) 또는 야우디(Yaudi)로 알려졌다. 이곳은 기원전 1천년 초 중동의 미들 파워였다.
이 도시 국가는 열한 명의 아람 왕조가 통치했으며, 이전에는 루위아족이 살던 곳이었다. 이 도시의 위치는 누르 산맥 근처였다. 왕조의 5대 왕인 킬라무와(Kilamuwa)의 기념비적인 비문은 우리에게 역사적 정보를 제공하는 가장 초기의 비문이다. 이후 4명의 왕들도 비문을 남겼다. 이 비문들은 이 시기의 역사적 데이터의 주요 출처이다.
아람 왕조의 시조는 기원전 900년경의 갑바르 왕이었다. 파나무와 2세 시대의 왕실 석비와 석판도 중요하다.

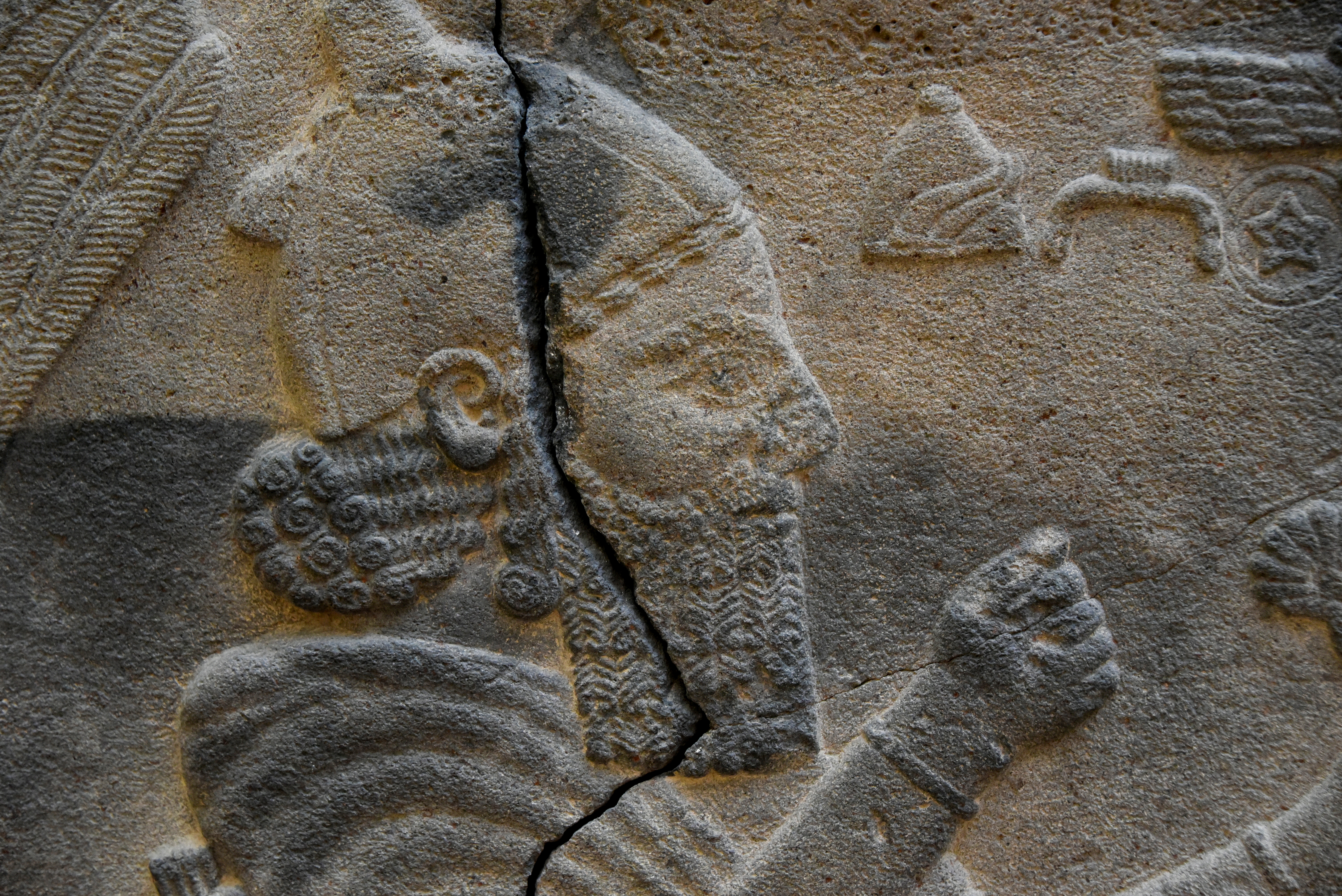
바레쿠브 왕의 비문

또한 1943년에 킬라무와 홀이 이곳에서 발견되었다. 이는 유사한 고대 페니키아 알파벳으로 새겨진 작은 금 물체이다.
이 왕국은 기원전 10세기 말에 미들 파워가 되었다. 도시 국가에서 확장하여 카르케미시에서 영토를 얻고, 아다나 주변의 쿠웨에서 영토를 얻어 독립을 유지했다. 킬리키아의 일부가 되지 않았다.

#### 아시리아의 확장
기원전 859년, 샬마네세르 3세는 군대를 이끌고 삼알의 루티부로 서진하여, 삼알의 통치자 하이야누(Hayyanu)를 비롯한 왕들의 적대적인 연합과 파티나의 사팔룰메(Sapalulme, 수필룰리우마으로도 알려짐)와 전투를 벌였다. 그리고 곧 사팔룰메 파티네안의 요새화된 도시인 알리무스(Aliṣir/Alimush) 근처에서도 전투가 있었는데, 샬마네세르는 다시 한번 반아시리아 연합과 싸웠다. 다시 삼알, 파티나, 비트-아디니, 카르케미시 등의 왕들이 이 연합의 구성원이었다. 샬마네세르는 그들을 격파했다. 삼알의 하이야누 왕은 다시 참여했으며, 나중에 그는 이 왕들 중 다른 이들과 함께 다비구(Dabigu) 도시에서 샬마네세르에게 조공을 바치도록 강요받았다.

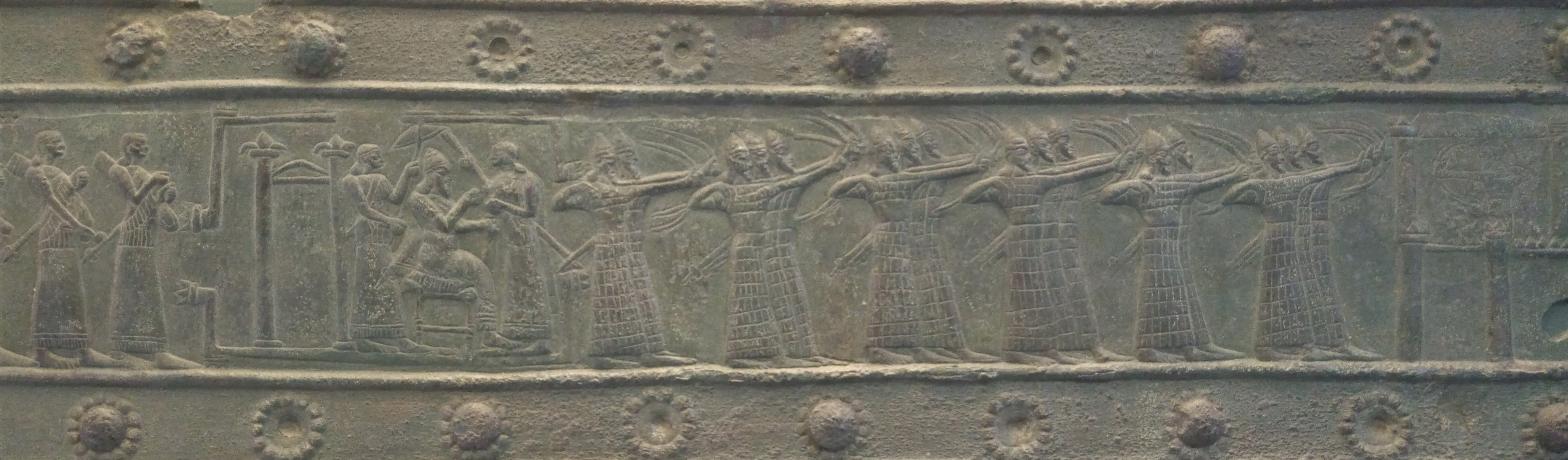
발라와트 문의 청동 부조: 기원전 858년, 북부 시리아 다비구 폭풍우 공격을 지켜보는 샬마네세르. L. W. King, Bronze reliefs from the gates of Shalmaneser, King of Assyria, B.C. 860-825, London, 1915, plates XX-XXI Band IV.2 et 3

하이야누는 기원전 853년 카르카르 전투에 참여하지 않고 대신 샬마네세르 3세에게 조공을 바쳤다. 이 전투는 남쪽 시리아 하마 (도시) 주변에서 벌어졌다. 따라서 아시리아는 당시 서부 지역으로의 확장을 추구하지 않았다.
기원전 825년 아시리아의 원정으로 삼알의 중요한 영토가 점령되었고, 쿠웨는 패배했지만 데녠으로 재편성되었다. 샬마네세르 3세의 사망 후 야우디는 다시 독립했다.
삼알의 일부 통치자들은 공격적인 팽창주의 정책을 펼쳤고, 다른 통치자들은 반아시리아 시리아 연합에 가입했다. 아시리아 문헌은 삼알에 대해 명확하지 않다. 야우디는 샬마네세르 3세의 연대기에 아시리아의 위성국 중 하나로 기록되어 있다. 그러나 기원전 830년경 데녠의 왕 아지타와다는 야우디가 자신의 위성국이라고 언급하고 있으며, 동시에 킬라무와는 자신의 비석에 자신이 데녠에 대항하여 아시리아를 고용했다고 언급한다.

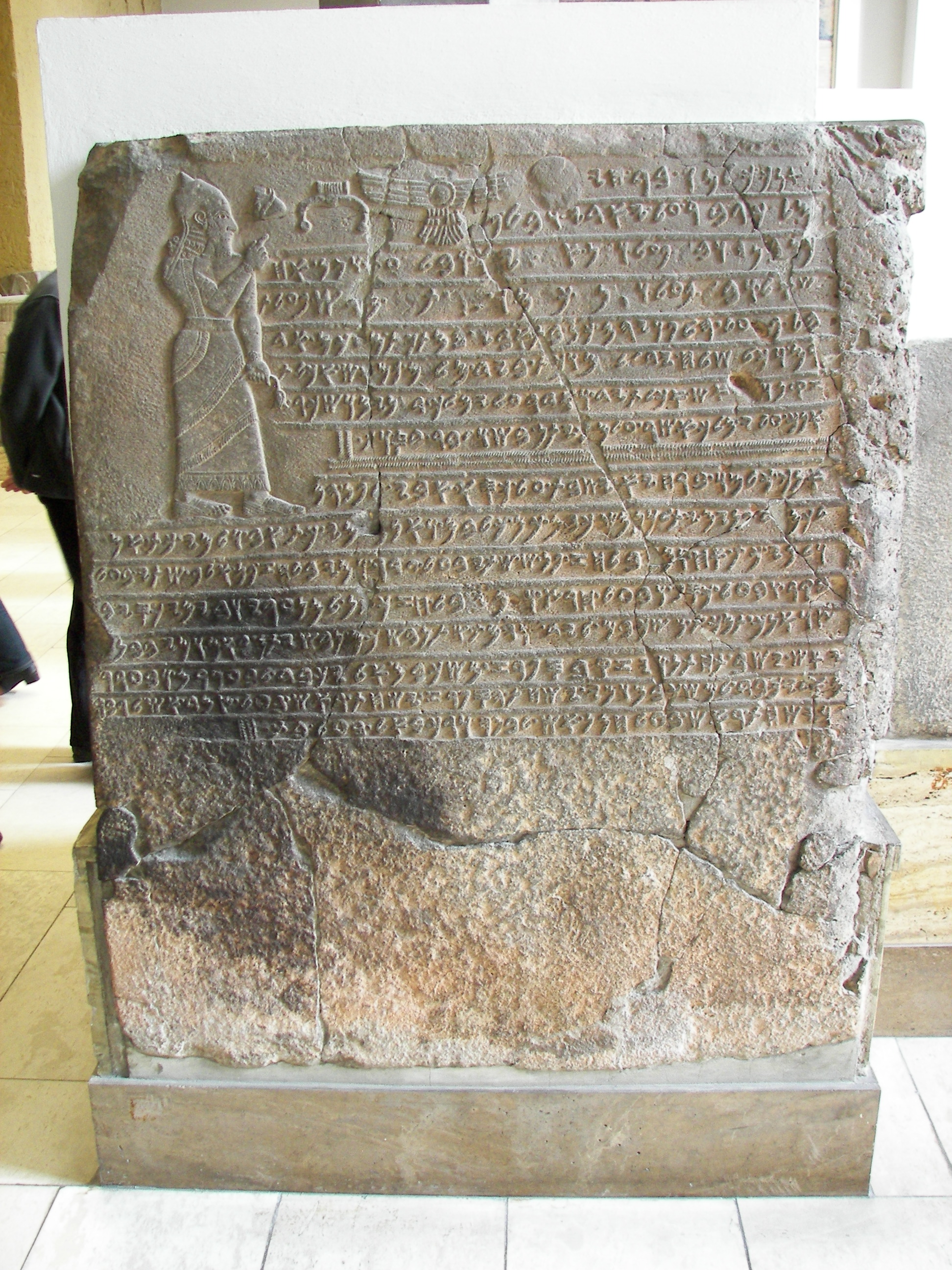
킬라무와 비석: 페르가몬 박물관에 소장된 삼알의 킬라무와 왕자의 비문

동일한 시기의 다른 자료들은 야우디를 데녠의 위성국으로 언급하며, 아시리아는 이 영토를 점령하려 했다. 킬라무와는 데녠이 위성국이 되는 것을 제안할 수 있었다. 그 전에 그는 가장 큰 적수인 아지타와다를 물리쳐야 했다. 아시리아인들은 기원전 825년에 데녠과 삼알을 상대로 승리했다. 삼알은 샬마네세르 3세의 사망 후 독립했다.
야우디와 삼알이 원래 별개의 왕조였다는 대안적인 의견도 있다. 실제로 신히타이트 왕 목록은 야디야/야우디와 삼알을 두 개의 별개 왕조로 증명하며, 야우디가 둘 중 더 오래된 왕조이다.
야우디의 설립자인 가바르와 그의 후계자들은 아시리아 위성국이 되었다.
삼알 왕국은 하이야누에 의해 설립되었으며, 그의 후계자는 기원전 854년에 시리일라야(진지를리)의 아합부였다.
이것은 샬마네세르 3세가 삼알이 아닌 야우디(비트-갑바리)를 위성국으로 등재한 이유를 명확히 한다. 야우디 왕국은 아시리아와 데녠 사이에 통로를 열기를 원했다. 이는 연합된 시리아군에 의해 저지되었다. 이 연합은 기원전 825년에 해체되었다.
샬마네세르 3세의 죽음 이후 데녠은 야우디를 점령할 수 없었지만, 삼알인들은 점령할 수 있었다. 삼알은 야우디를 합병하고 킬라무와의 궁전으로 들어섰다.
삼알과 아시리아 제국과의 우호 관계는 아마 샬마네세르 통치 기간에 시작되어 샴시-아다드 5세 (기원전 824-811년)의 초기까지 이어졌을 것이다. 이는 제국의 막대한 무역량에 접근할 수 있게 하여 왕국에 번영을 가져다주었다. 대규모 건설 프로젝트 또한 이 시기에 진행된 것으로 보인다.
결국, 기원전 717년, 사르곤 2세의 통치하에 아시리아는 이 지역을 점령했다.

## 고고학

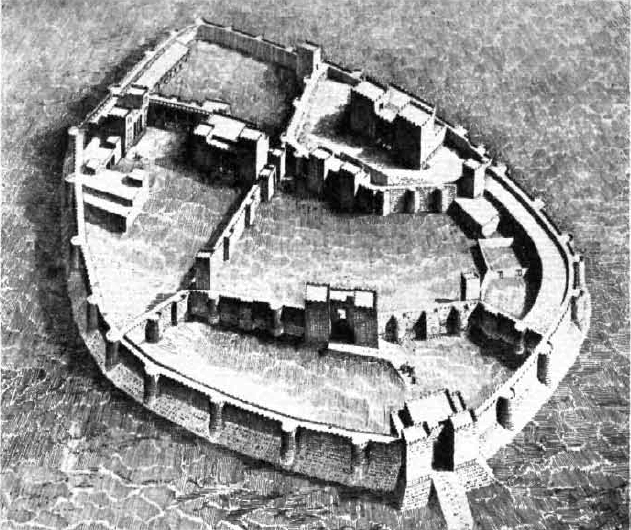
성채의 재건

이 유적지는 약 40헥타르에 달한다. 1882년 고고학자 오스만 함디 베이가 이곳을 방문했다. 1883년 세 명의 독일 여행자가 이곳에서 사진을 수집하고 촬영했다. 당시에는 정교한 오르토스타트들이 지표면에 여전히 보였다. 1888년, 1890년, 1891년, 1894년, 1902년에 펠릭스 폰 루샨과 로베르트 콜데바이가 이끄는 탐사대들에 의해 발굴되었다. 각 탐사대는 독일 오리엔트 위원회의 지원을 받았으며, 네 번째 탐사(1894년)는 루돌프 피르호 재단과 개인 기부자들의 자금으로 지원되었다. 그들은 아직 발굴되지 않은 도시와 그 주변에 있는 2.5km 길이의 거대한 이중 방어벽, 세 개의 문(특히 남문)과 100개의 보루로 둘러싸인, 외곽 성채 문을 통해 진입하는 벽으로 둘러싸인 강력하게 요새화된 눈물방울 모양의 성채를 발견했다. 발굴된 유물들은 페르가몬 박물관과 이스탄불 고고학 박물관에 소장되어 있다. 루브르 박물관에는 조각된 오르토스타트와 두 개의 스핑크스 프로토메가 소장되어 있으며, 일부 작은 조각품들은 아다나와 가지안테프 박물관에 소장되어 있다. 1902년 진지를를회위크 발굴 중 건물 J 입구에서 페니키아어로 된 킬라무와 왕(기원전 840-810년경)의 기원전 9세기 킬라무와 비석 (진지를리 65)이 발견되었다. 이는 고대 아람어 형태의 페니키아 알파벳으로 쓰여졌다.
내부 성채의 문 E 기초에서는 깊이 4.2미터에 이르는 구덩이에서 다섯 개의 현무암 사자상이 발견되었다. 구덩이의 연대는 불분명하지만, 발굴자들은 중기 청동기 시대를 제안했다. 사자상은 두 가지 다른 양식으로, 발굴자들은 이를 기원전 10세기 후반(진지를리 I)과 기원전 700년경(진지를리 IV)의 것으로 추정했다. 이 사자상들은 삼알 사자로 알려지게 되었다.

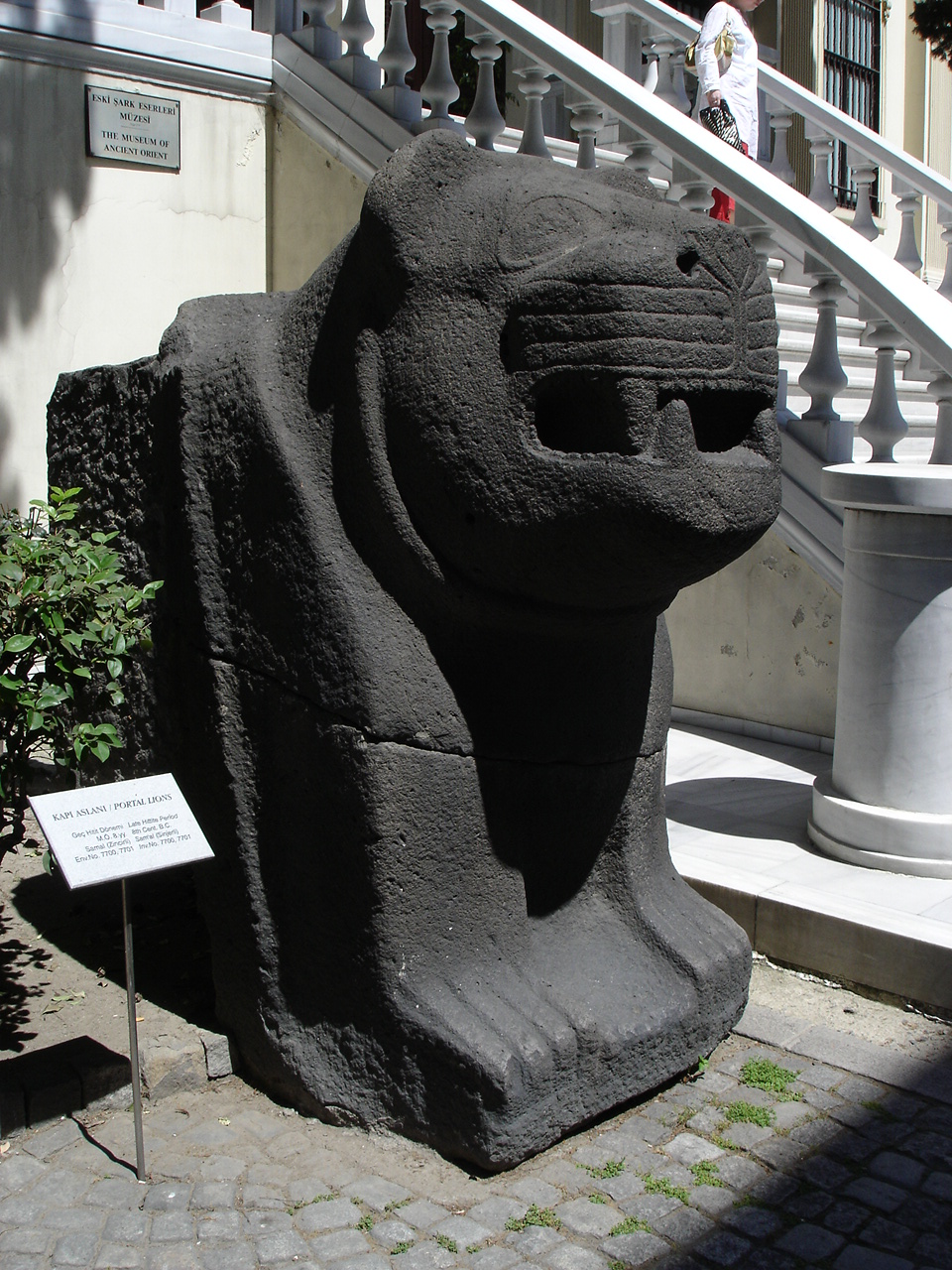
이스탄불 고고학 박물관의 사자
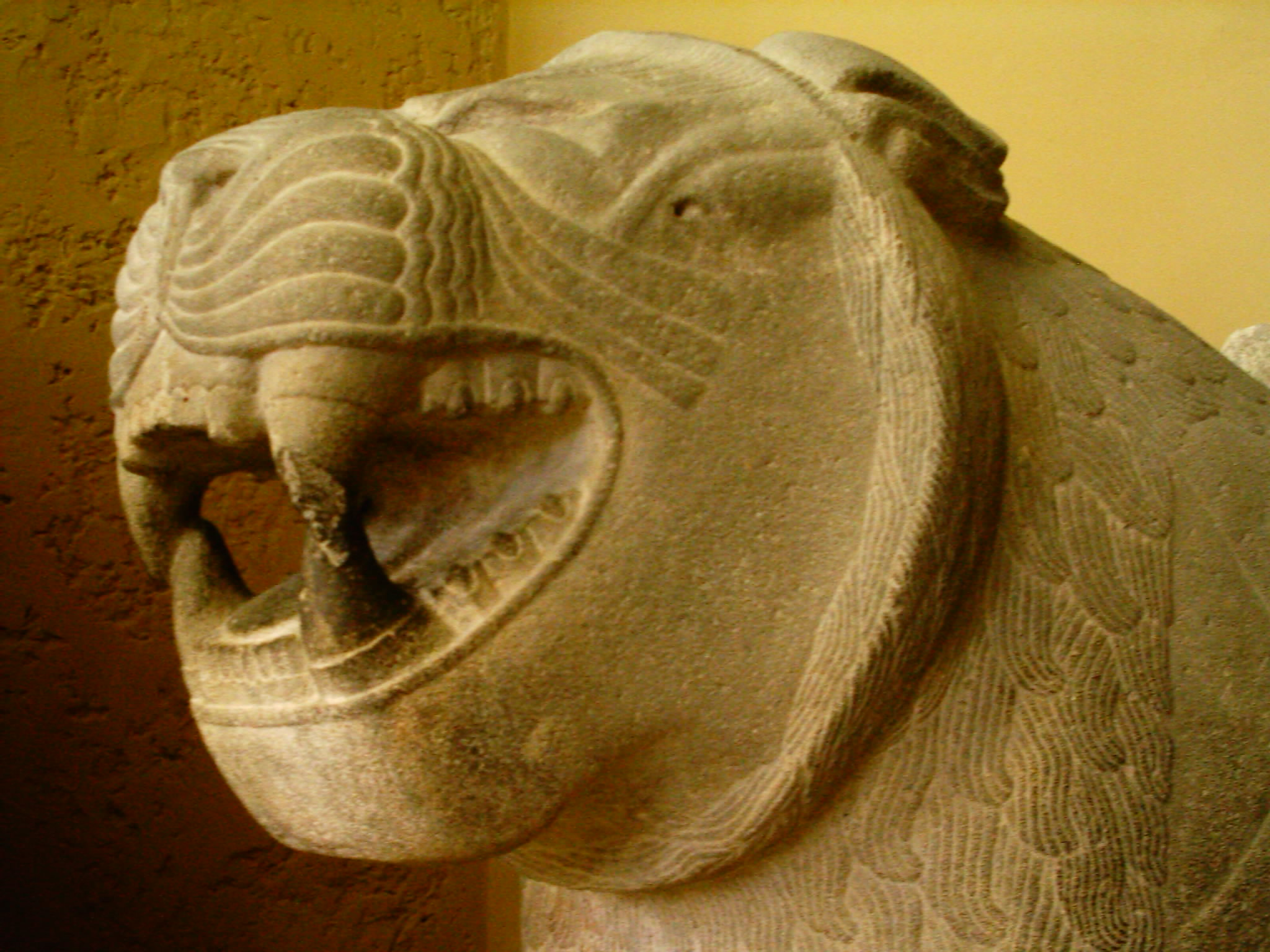
삼알의 사자, 현재 페르가몬 박물관 소장

다섯 개의 발굴 보고서가 있었다:
- 제1권: 펠릭스 폰 루샨 외, "Ausgrabungen in Sendschirli: Einleitung und Inschriften", 스페만, 1893
- 제2권: 펠릭스 폰 루샨, 칼 후만, 로베르트 콜데바이, "Ausgrabungen in Sendschirli: Ausgrabungsbericht und Architektur", 스페만, 1898
- 제3권: 펠릭스 폰 루샨, "Ausgrabungen in Sendschirli: Thorsculpturen", 게오르크 라이머, 1902
- 제4권: 펠릭스 폰 루샨, 구스타프 자코비, "Ausgrabungen in Sendschirli", 게오르크 라이머, 1911
- 제5권: 펠릭스 폰 루샨, 발터 안드레아, "Ausgrabungen in Sendschirli: Die Kleinfunde von Sendschirli", 발터 드 그뤼터, 1943

발굴 현장 일지는 제2차 세계 대전 중 유실되었다.
2006년 8월, 시카고 대학교 오리엔탈 연구소는 튀빙겐 대학교 고대 근동학 연구소와 함께 데이비드 슐론과 버지니아 헤르만의 지휘 아래 진지를리 유적지에서 새로운 장기 발굴 프로젝트를 시작했다. 2017년까지 11시즌의 발굴이 진행되었다.

 발굴품으로는 쿠타무와 비석이 포함되었는데, 이는 아람어 삼알 방언으로 쓰여졌으며 기원전 740년경의 것으로 추정된다. 동부 성채의 Area 2에서 파괴된 중기 청동기 시대 II기 건물이 발견되었다. 이는 초기 발굴자들이 발견한 비트-힐라니 궁전과 가깝고 동일한 층위 수준에 있다. 이 궁전은 기원전 7세기의 신아시리아 총독 관저(궁전 G) 건설을 위해 지역이 정리되면서 석조 기초만 남아 있었다. 비트-힐라니 구조물의 연대 재조정으로, 킬라무와 시대까지 철기 시대 II기에 기념비적인 건축물이 완전히 없었던 것은 아니다.

## 해당 지역에서 발견된 비문들
이 지역에서는 여러 중요한 역사적 비문들이 발견되었다. 여기에는 2008년에 발견된 쿠타무와 비석을 포함하여 위에 링크된 바와 같이 최소 7개의 비문이 있다.
성채에서 이루어진 독일 발굴을 통해 다수의 부조 조각된 오르토스타트와 아람어, 페니키아어, 아카드어 비문이 발견되었다. 이들은 페르가몬 박물관, 베를린, 그리고 이스탄불에 전시되어 있다. 또한 신아시리아 통치자 에사르하돈이 기원전 671년 이집트 파라오 타하르카에 대한 승리를 기념하는 에사르하돈 승리 비석도 발견되었다.
야우디 또는 삼알의 왕실 비문 3개는 이 지역의 역사에 특히 유익하다. 가장 오래된 것은 파나무 1세 왕의 통치 시기이며, 다른 비문들은 나중에 기원전 730년에 만들어졌다. 이들의 언어는 삼알어 또는 야우디어로 알려져 있다. P.-E. 디온과 S. 모스카티를 포함한 일부 학자들은 삼알어를 고대 아람어의 독특한 변종으로 주장했다. "아람어"의 엄격한 정의를 확립하려는 시도는 일부 공유된 특징에도 불구하고 삼알어가 아람어와는 다르다는 결론으로 이어졌다.

### 판찰르회위크 비문
판찰르회위크 유적지는 진지를를에서 남동쪽으로 약 1km 떨어져 있다. 2006년 이곳에서 새로운 상형 루위아 비문이 발견되어 2016년에 발표되었다. 이 비문에는 상형 루위아 문자로 된 세 줄의 파편화된 텍스트가 새겨져 있다.
비문은 파편화되어 있지만, 그럼에도 불구하고 왕실적인 성격을 띠고 있는 것으로 보인다. 이전에 이 지역에서 발견된 모든 비문은 북서셈어군으로만 쓰여진 것으로 알려져 있었다. 저자들에 따르면, 가장 가능성 있는 결론은 판찰르 비문이 기원전 10세기 또는 9세기 초의 통치자 또는 지역 왕을 나타낸다는 것이다.
이 비문은 이슬라히예 계곡의 초기 철기 시대와 갑바르의 아람족 왕조 역사에 대한 새로운 정보를 제공한다.
만약 이 비문이 기원전 10세기경의 것으로 간주된다면, 이는 이슬라히예 계곡에 카르케미시의 히타이트 잔존 국가의 파생으로 추정되는 루위아어 사용 왕국에 대한 최초의 확실한 증거가 될 수 있다.

## 갤러리

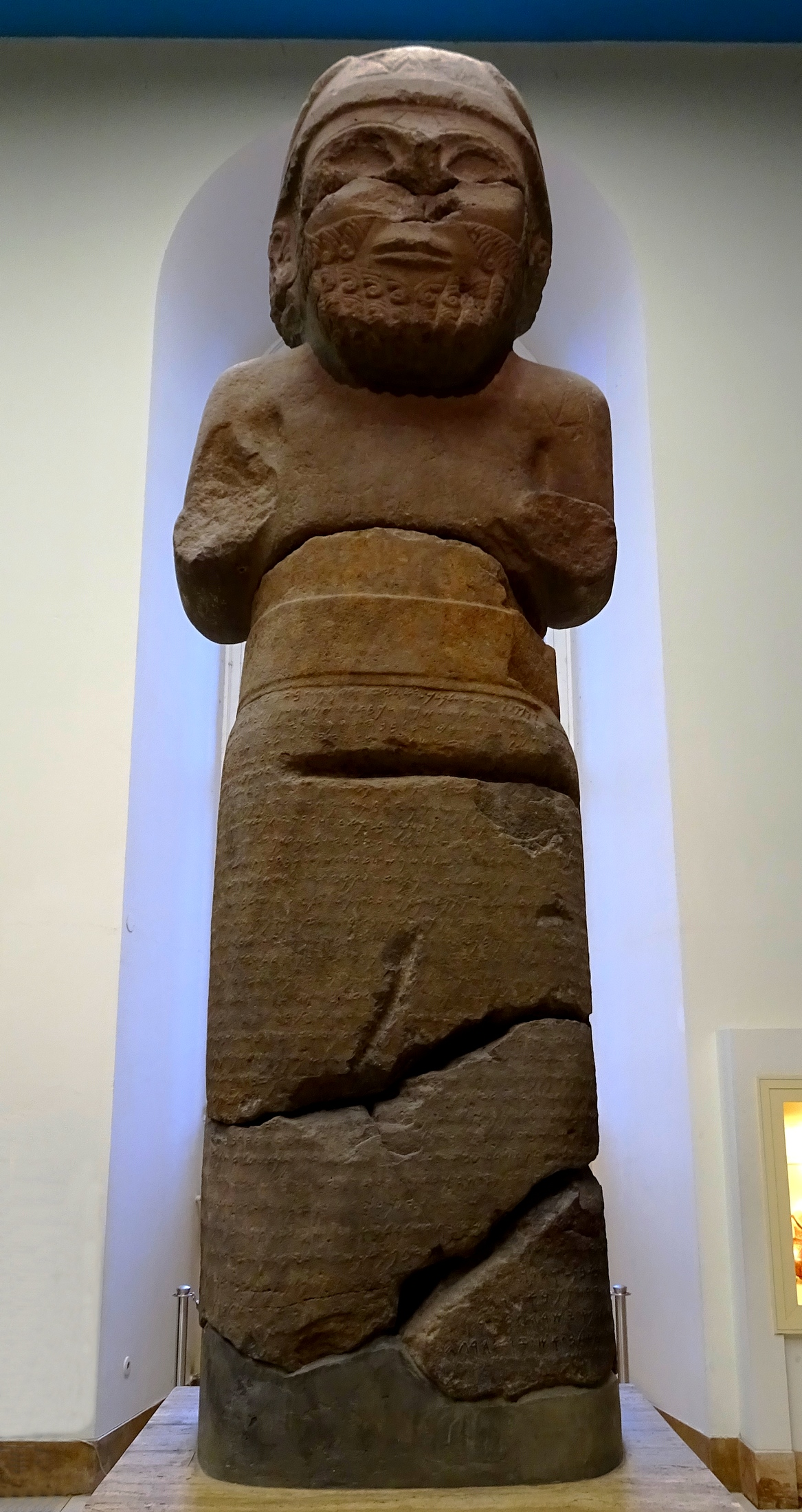
비문이 있는 하닷 동상 (KAI 214), 페르가몬 박물관
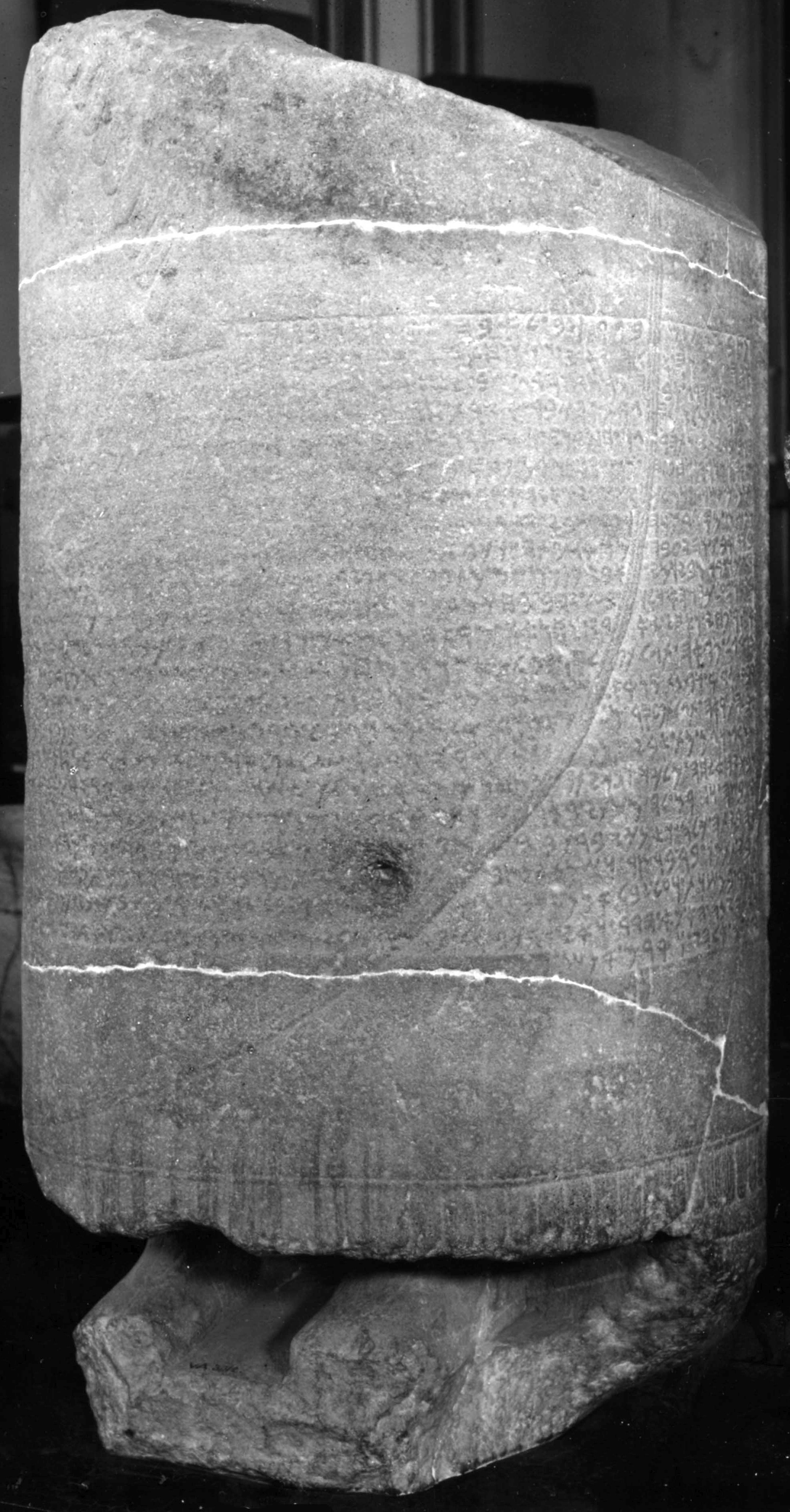
파나무와 2세 비문 (KAI 215)
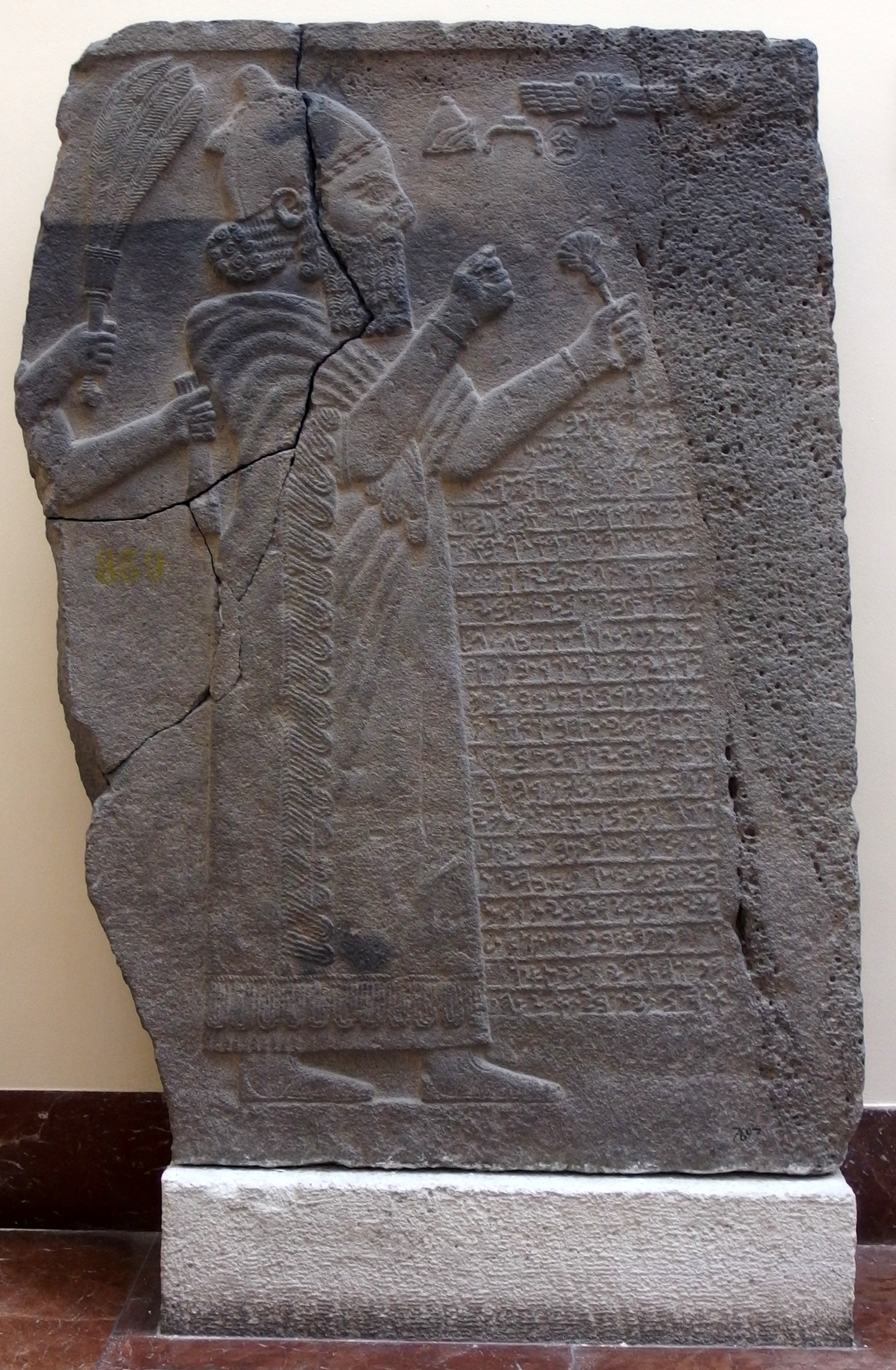
바르-라킵 비문 I (KAI 216), 이스탄불 박물관
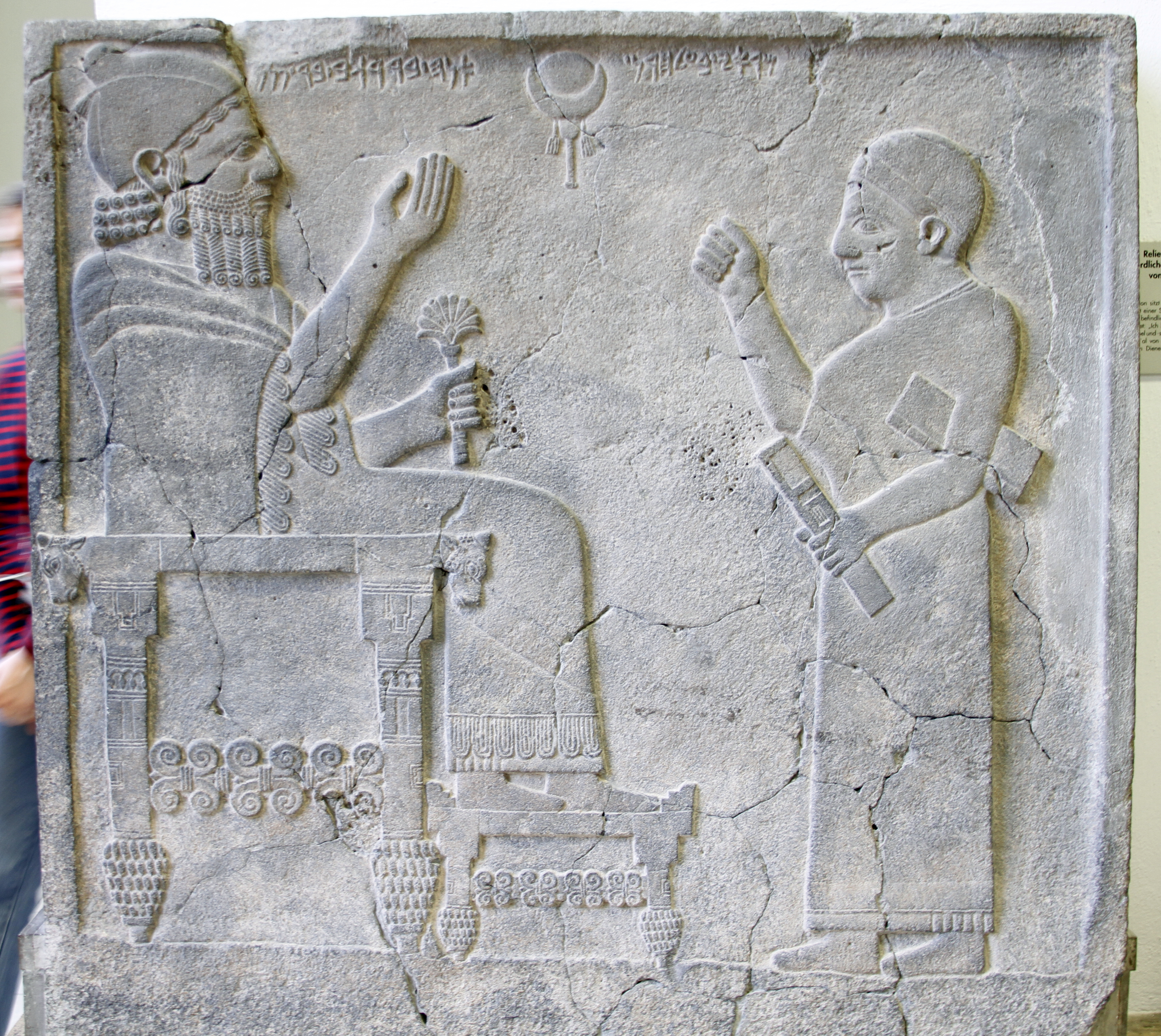
바르-라킵 비문 III (KAI 218), 페르가몬 박물관
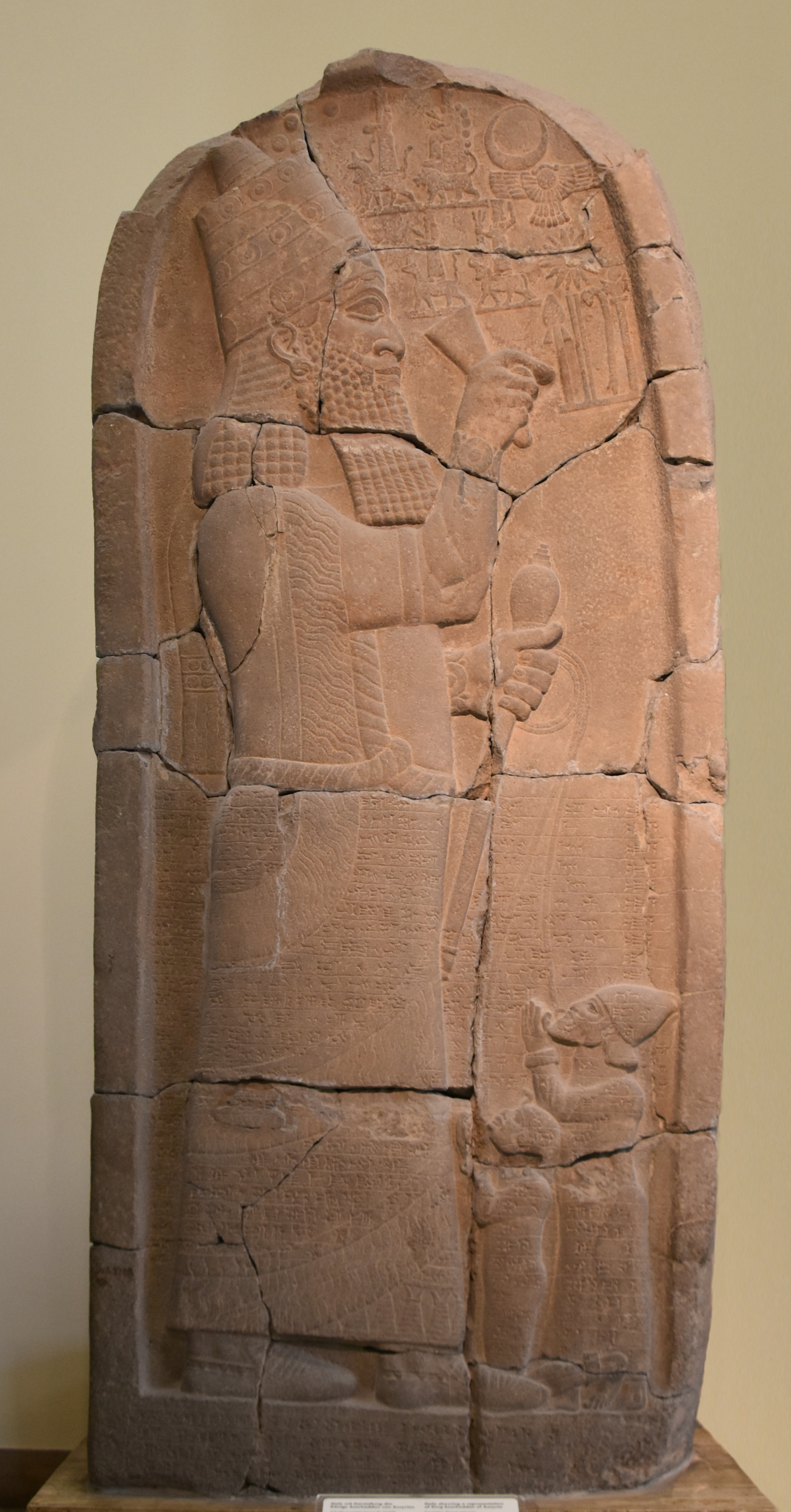
에사르하돈 승리 비석
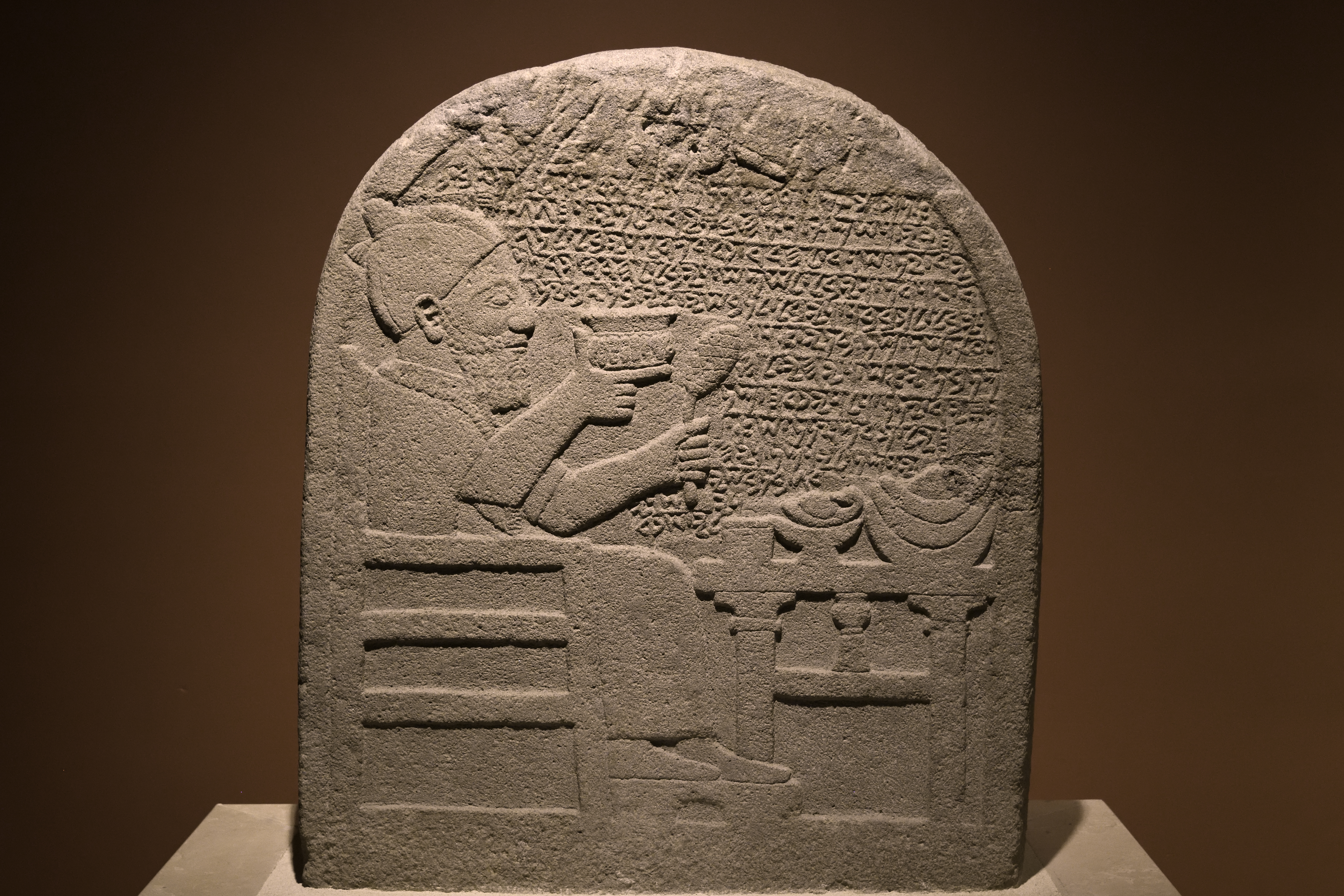
쿠타무와 비석
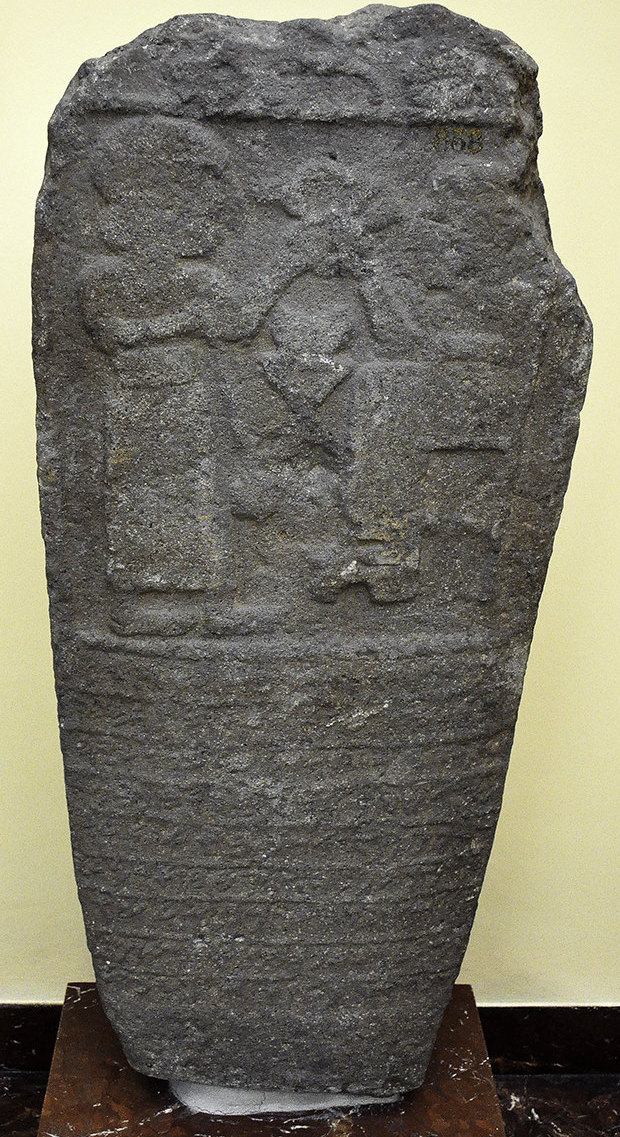
이스탄불 고대 오리엔트 박물관의 외르데크-부르누 비석

## 같이 보기
- 고대 근동 도시 목록
- 단기 연대기
- 유프라테스 시리아 기둥 조각상
- 유프라테스 수제 시리아 말과 기수

## 추가 문헌
- Boyd, Samuel L.; Hardy, Humphrey H.; Thomas, Benjamin D., "Two New Inscriptions from Zincirli and Its Environs", Bulletin of the American Schools of Oriental Research 356(1), pp. 73–80, (2009).
- Casana, Jesse, and Herrmann, Jason T., "Settlement history and urban planning at Zincirli Höyük, southern Turkey", Journal of Mediterranean Archaeology 23(1), pp. 55–80, (2010).
- Cornelius, Izak, "In Search of the Goddesses of Zincirli (Samʾal)", Zeitschrift Des Deutschen Palästina-Vereins (1953-), 128(1), pp. 15–25, (2012). JSTOR 43664968.
- Cornelius, Izak, "The Material Imagery of the Sam'al (Zincirli) Monuments and 'Aramaean Identity'", Die Welt Des Orients, 49(2), pp. 183–205, (2019). JSTOR 26899526.
- Deckers, Katleen, et al., "An estate at Zincirli? Land use and resource exploitation at the Middle Bronze Age monumental building Complex DD in Zincirli, Gaziantep Province of Turkey", Archaeological and Anthropological Sciences 15(1), (2023). doi:10.1007/s12520-022-01709-w
- DeGrado, Jessie and Richey, Madadh, "An Aramaic-Inscribed Lamaštu Amulet from Zincirli", Bulletin of the American Schools of Oriental Research, 377, pp. 107–133, May 2017. doi:10.5615/bullamerschoorie.377.0107.
- Herrmann, Virginia R., "Appropriation and Emulation in the Earliest Sculptures from Zincirli (Iron Age Samʾal)", American Journal of Archaeology, 121(2), pp. 237–74, (2017). doi:10.3764/aja.121.2.0237.
- Herrmann, Virginia R., et al., "Assyrian impact on the Kingdom of Sam'al: the view from Zincirli", The provincial archaeology of the Assyrian Empire, pp. 265–74, (2016).
- Faist, Betina, "Die keilschrifttafeln aus Sam’al (Zincirli)", State Archives of Assyria Bulletin (in German) 20, pp. 33–46, (2014). doi:10.11588/propylaeumdok.00004684.
- Herrmann, VR. "Urban organization under empire: Iron Age Sam'al (Zincirli, Turkey) from royal to provincial capital", Levant, 49(3), pp. 284–311, (2017). doi:10.1080/00758914.2018.1453719.
- Herrmann, V., Hudson "Society and Economy under Empire at Iron Age Sam'al (Zincirli Höyük, Turkey)", Ph.D Disertation, The University of Chicago, (2011).
- Parker, Simon B., "Appeals for military intervention: stories from Zinjirli and the Bible". The Biblical Archaeologist 59(4), pp. 213–224, (1996). doi:10.2307/3210563.
- Struble, Eudora J.; Herrmann, Virginia Rimmer. "An Eternal Feast at Sam'al: The New Iron Age Mortuary Stele from Zincirli in Context", Bulletin of the American Schools of Oriental Research, 356, pp. 15–49, (2009). doi:10.1086/BASOR25609346. JSTOR 25609346.
- U. Bahadir. Alkim, "The Road from Samal to Asitawandawa: Contributions to the Historical Geography of the Amanus Region", Anadolu Arastirmalari, 2, pp. 3–41, (1965).
- Ussishkin, David, "The Syro-Hittite ritual burial of monuments". Journal of Near Eastern Studies 29(2), pp. 124–128, 1970
- Ussishkin, David, "‘Der Alte Bau’ in Zincirli", Bulletin of the American Schools of Oriental Research, (189), pp. 50–53, (1968).
- Weeden, Mark (2023년 4월 10일). 〈The Iron Age States of Central Anatolia and Northern Syria〉. 《The Oxford History of the Ancient Near East Volume IV》. Oxford University PressNew York. 912–1026쪽. doi:10.1093/oso/9780190687632.003.0046. ISBN 978-0-19-068763-2.